# Charles Hatchett

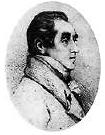
Charles Hatchett

Charles Hatchett (* 1. Februar 1765 in London; † 3. Oktober 1847 ebenda) war ein englischer Chemiker und Mineraloge.

## Leben und Wirken
Hatchett wurde als Sohn eines bekannten Kutschbau-Unternehmers geboren. Als junger Mann nahm er die Gelegenheit wahr, eine Kutsche für Katharina die Große persönlich in Sankt Petersburg auszuliefern. Auf dieser Reise entwickelte sich sein Interesse für Chemie und Mineralogie.
Hatchett entdeckte 1801 das Element Niob, als er im Auftrag des Britischen Museums in London eine Columbitprobe analysierte. Er nannte das Element Columbium zu Ehren von Christoph Kolumbus, dem Entdecker Amerikas, was sich im angelsächsischen Sprachraum z. T. bis heute gehalten hat. Am 26. November 1801 trug er seine Entdeckung der Royal Society vor. Hatchetts Entdeckung konnte erst nach seinem Tod bestätigt werden, als Heinrich Rose das Niob wiederentdeckte. Da diesem jedoch die Arbeiten Hatchetts nicht bekannt waren, benannte er das neu gefundene Element Niob.
Neben der Entdeckung des Niobs gelangen Hatchett zwischen 1796 und 1806 einige weitere Entdeckungen auf dem Gebiet der Mineralogie. Später war er Vizepräsident der Royal Institution of Great Britain. 1797 wurde er zum Fellow der Royal Society gewählt.
Um sich komplett dem Familienunternehmen widmen zu können, zog er sich später aus der Chemie zurück. Er wurde nun als Sammler von alten Büchern, Kunst sowie Musikmanuskripten und -instrumenten bekannt.

## Ehrungen
1798 wurde er mit der Copley Medal ausgezeichnet. 1797 wurde er Fellow der Royal Society of Edinburgh. 1808 wurde er zum auswärtigen Mitglied der Bayerischen Akademie der Wissenschaften gewählt. Im September 1823 wurde er korrespondierendes Mitglied der Académie des sciences. Nach ihm ist der Charles-Hatchett-Preis benannt, welcher seit 1979 für Forschung und Entwicklung mit und über Niob vergeben wird.